# Olovligt förfogande
Olovligt förfogande är i Sverige ett brott, som upptas i brottsbalken, 10 kap. 4 §. Brottet består i att någon, som fått egendom i sin besittning, vidtar en åtgärd, varigenom någon berövas sin ägande- eller säkerhetsrätt till egendomen, utan att detta kan klassas som förskingring eller trolöshet mot huvudman. Ett exempel är att en säljare, som redan har avtalat om försäljning av en vara till en köpare, säljer varan till en annan, ett annat exempel kan vara att någon felaktigt betalat in pengar på ett konto, men inte fått pengarna tillbaka (se tvesala).